# 2010年代のSF映画の一覧
2010年代のSF映画の一覧（にせんじゅうねんだいのエスエフえいがのいちらん）。
なお、本項では動画配信サービスにて映画として公開された作品（例：ユピテルとイオ）も含む。

## 一覧

### 2010年
| 邦題 原題 英題                                                              | 監督                                           | キャスト                                                                                           | 製作国                                         | 備考                                            |
| --------------------------------------------------------------------------- | ---------------------------------------------- | -------------------------------------------------------------------------------------------------- | ---------------------------------------------- | ----------------------------------------------- |
| パニック・スカイ Altitude                                                   | カーレ・アンドリュース                         | ジェシカ・ロウンズ、ジュリアンナ・ギル、ライアン・ドノフー                                         | カナダの旗                                     | SFホラー映画                                    |
| AVN/エイリアンVSニンジャ                                                    | 千葉誠治                                       | 三元雅芸、柏原収史、樋浦勉                                                                         | 日本の旗                                       | SFアクション時代劇                              |
| サイレント・ワールド2011 Arctic Blast                                       | ブライアン・トレンチャード＝スミス             | マイケル・シャンクス, アレクサンドラ・デイヴィーズ                                                 | オーストラリアの旗 · カナダの旗                | パニック スリラー映画                           |
| ザ・ウォーカー The Book of Eli                                              | ヒューズ兄弟                                   | デンゼル・ワシントン                                                                               | アメリカ合衆国の旗                             |                                                 |
| クレイジーズ The Crazies                                                    | ブレック・アイズナー                           | ティモシー・オリファント、ラダ・ミッチェル、ジョー・アンダーソン                                   | アメリカ合衆国の旗                             | 『ザ・クレイジーズ/細菌兵器の恐怖』のリメイク版 |
| デイブレイカー Daybreakers                                                  | マイケル・スピエリッグ、マイケル・スピエリッグ | イーサン・ホーク、ウィレム・デフォー、サム・ニール                                                 | アメリカ合衆国の旗                             |                                                 |
| Denizen                                                                     | J・A・スティール                               | J・A・スティール、Julie Corgill、グレン・ジェンソン、Ben Bayless                                   | アメリカ合衆国の旗                             | アクション・ホラー映画                          |
| 怪盗グルーの月泥棒 3D Despicable Me                                         | ピアー・コフィン                               | スティーヴ・カレル、ミランダ・コスグローヴ                                                         | アメリカ合衆国の旗                             | アニメ映画                                      |
| 涼宮ハルヒの消失                                                            | 石原立也（総監督）、武本康弘（監督）           | 杉田智和                                                                                           | 日本の旗                                       | 同名のライトノベルをもとにしたアニメ映画。      |
| ウォーカー Downstream                                                       | シモーネ・バルテサーギ, フィリップ・キム       | ジョナサン・トレント, ジョノ・ロバーツ                                                             | アメリカ合衆国の旗                             | 終末もの                                        |
| ロボット Enthiran                                                           | シャンカル                                     | ラジニカーント、アイシュワリヤー・ラーイ・バッチャン                                               | インドの旗                                     |                                                 |
| 未来警察 未來警察 Future X-Cops                                             | バリー・ウォン（王晶）                         | アンディ・ラウ、シュー・チャオ、徐熙媛                                                             | 中華人民共和国の旗 · 香港の旗 · 中華民国の旗   | タイムトラベルもの                              |
| パラサイト・クイーン Growth                                                 | ガブリエル・コーワン                           | マーセア・モンロー                                                                                 | アメリカ合衆国の旗                             | ホラー                                          |
| オフロでGO!!!!! タイムマシンはジェット式 Hot Tub Time Machine               | ショーン・アンダース、ジョン・モリス           | ロブ・コードリー、ジョン・キューザック                                                             | アメリカ合衆国の旗                             |                                                 |
| 処刑惑星 Hunter Prey                                                        | サンディ・カローラ                             | クラーク・バートラム, ダミオン・ポワチエ, アイザック・C・シングルトン・Jr                          | アメリカ合衆国の旗                             | スリラー                                        |
| アイアンマン2 Iron Man 2                                                    | ジョン・ファヴロー                             | ロバート・ダウニー・Jr                                                                             | アメリカ合衆国の旗                             |                                                 |
| インセプション Inception                                                    | クリストファー・ノーラン                       | レオナルド・ディカプリオ                                                                           | アメリカ合衆国の旗 · イギリスの旗              |                                                 |
| カブーン! Kaboom                                                            | グレッグ・アラキ                               | トーマス・デッカー, ジュノー・テンプル, ヘイリー・ベネット                                         | アメリカ合衆国の旗 · フランスの旗              | コメディ                                        |
| メガマインド Megamind                                                       | トム・マクグラス                               | ウィル・フェレル,ブラッド・ピット,ティナ・フェイ,ジョナ・ヒル                                      | アメリカ合衆国の旗                             | アニメ映画                                      |
| モンスターズ/地球外生命体 Monsters                                          | ギャレス・エドワーズ                           | スクート・マクネイリー、ホイットニー・エイブル                                                     | イギリスの旗                                   |                                                 |
| 戦闘少女 血の鉄仮面伝説 Mutant Girls Squad                                  | 井口昇、西村喜廣、坂口拓                       | 杉本有美, 森田涼花                                                                                 | 日本の旗                                       |                                                 |
| わたしを離さないで Never Let Me Go                                          | マーク・ロマネク                               | キャリー・マリガン、キーラ・ナイトレイ、アンドリュー・ガーフィールド                               | イギリスの旗                                   | カズオ・イシグロの同名の小説の映画化            |
| プレデターズ Predators                                                      | ニムロッド・アーントル                         | エイドリアン・ブロディ、トファー・グレイス、ダニー・トレホ、アリシー・ブラガ、ウォルトン・ゴギンズ | アメリカ合衆国の旗                             | 『プレデター』シリーズ第3作                     |
| レポゼッション・メン Repo Men                                               | ミゲル・サポクニック                           | ジュード・ロウ                                                                                     | アメリカ合衆国の旗                             |                                                 |
| バイオハザードIV アフターライフ Resident Evil: Afterlife                    | ポール・W・S・アンダーソン                     | ミラ・ジョヴォヴィッチ                                                                             | アメリカ合衆国の旗 · イギリスの旗 · ドイツの旗 |                                                 |
| Shank                                                                       | Mo Ali                                         | アダム・ディーコン、Bashy、カヤ・スコデラーリオ                                                    | イギリスの旗                                   | アクション映画                                  |
| スカイライン -征服- Skyline                                                 | ストラウス兄弟                                 | ドナルド・フェイソン                                                                               | アメリカ合衆国の旗                             |                                                 |
| SPACE BATTLESHIP ヤマト                                                     | 山崎貴                                         | 木村拓哉、黒木メイサ、柳葉敏郎                                                                     | 日本の旗                                       |                                                 |
| スプライス Splice                                                           | ヴィンチェンゾ・ナタリ                         | エイドリアン・ブロディ                                                                             | アメリカ合衆国の旗                             |                                                 |
| 鉄男 THE BULLET MAN                                                         | 塚本晋也                                       | エリック・ボシック、桃生亜希子、塚本晋也                                                           | 日本の旗                                       |                                                 |
| 時をかける少女                                                              | 谷口正晃                                       | 仲里依紗、中尾明慶                                                                                 | 日本の旗                                       |                                                 |
| トロン: レガシー Tron: Legacy                                               | ジョセフ・コシンスキー                         | ジェフ・ブリッジス                                                                                 | アメリカ合衆国の旗                             |                                                 |
| ユニバーサル・ソルジャー:リジェネレーション Universal Soldier: Regeneration | ジョン・ハイアムズ                             | ジャン＝クロード・ヴァン・ダム、ドルフ・ラングレン                                                 | アメリカ合衆国の旗                             | 日本を含むアジアでは劇場公開                    |
| 愛を複製する女 Womb                                                         | バネデク・フリーガオフ                         | エヴァ・グリーン, マット・スミス                                                                   | ドイツの旗                                     | ロマンティック・ドラマ映画                      |

### 2011年
| 邦題 原題 英題                                                         | 監督                               | キャスト | 製作国                            | 備考                                                               |
| ---------------------------------------------------------------------- | ---------------------------------- | --- | --------------------------------- | ------------------------------------------------------------------ |
| 51 【フィフティ・ワン】 51                                             | ジェイソン・コネリー               | ブルース・ボックスライトナー, ジョン・シーア                                                                           | アメリカ合衆国の旗                | ホラー映画                                                         |
| エイジ・オブ・ザ・ドラゴン Age of the Dragons                          | ライアン・リトル                   | ダニー・グローヴァー, ヴィニー・ジョーンズ                                                                             | アメリカ合衆国の旗                | アクション・ファンタジー                                           |
| アナザー プラネット Another Earth                                      | マイク・ケイヒル                   | ウィリアム・メイポーザー, ブリット・マーリング                                                                         | アメリカ合衆国の旗                | ドラマ                                                             |
| アポロ18 Apollo 18                                                     | ゴンサーロ・ロペス＝ガイェゴ       | ロイド・オーウェン, ウォーレン・クリスティー                                                                           | アメリカ合衆国の旗                | ホラー映画                                                         |
| Atlas Shrugged: Part I                                                 | ポール・ヨハンセン                 | テイラー・シリング, グラント・バウラー                                                                                 | アメリカ合衆国の旗                | ミステリー                                                         |
| アタック・ザ・ブロック Attack the Block                                | ジョー・コーニッシュ               | ニック・フロスト, ジョディ・ウィッテカー                                                                               | イギリスの旗                      | アクションホラー映画                                               |
| アイ・アム・ナンバー4 I Am Number Four                                 | D・J・カルーソー                   | アレックス・ペティファー                                                                                               | アメリカ合衆国の旗                | 同名の小説の映画化。                                               |
| アジャストメント The Adjustment Bureau                                 | ジョージ・ノルフィ                 | マット・デイモン、エミリー・ブラント                                                                                   | アメリカ合衆国の旗                | 原作はフィリップ・K・ディックの『調整班』（原題: Adjustment Team） |
| コンテイジョン Contagion                                               | スティーヴン・ソダーバーグ         | マット・デイモン, グウィネス・パルトロー, マリオン・コティヤール, ケイト・ウィンスレット, ジュード・ロウ               | アメリカ合衆国の旗                |                                                                    |
| ダーケストアワー 消滅 The Darkest Hour                                 | クリス・ゴラック                   | オリヴィア・サールビー, エミール・ハーシュ                                                                             | アメリカ合衆国の旗 · ロシアの旗   | アクションホラー映画                                               |
| EVA                                                                    | キケ・マイーリュ                   | ダニエル・ブリュール、マルタ・エトゥラ、アルベルト・アンマン、クラウディア・ベガ、アン・キャノヴァス、ルイス・オマール | スペインの旗                      | ドラマ映画                                                         |
| エンド・オブ・ザ・ワールド 地球最後の日、恋に落ちる Extraterrestre     | ナチョ・ビガロンド                 | ミシェル・ジェナー、カルロス・アレセス、Julián Villagrán、Raúl Cimas                                                   | スペインの旗                      | ドラマ映画                                                         |
| GANTZ                                                                  | 佐藤信介                           | 二宮和也、松山ケンイチ                                                                                                 | 日本の旗                          | 漫画『GANTZ』が原作                                                |
| GANTZ PERFECT ANSWER                                                   | 佐藤信介                           | 二宮和也、松山ケンイチ                                                                                                 | 日本の旗                          | 『GANTZ』の後編                                                    |
| 宇宙人ポール Paul                                                      | グレッグ・モットーラ               | サイモン・ペグ、ニック・フロスト                                                                                       | イギリスの旗 · アメリカ合衆国の旗 |                                                                    |
| 世界侵略: ロサンゼルス決戦 Battle: Los Angeles                         | ジョナサン・リーベスマン           | アーロン・エッカート                                                                                                   | アメリカ合衆国の旗                |                                                                    |
| リミットレス Limitless                                                 | ニール・バーガー                   | ブラッドリー・クーパー, アビー・コーニッシュ, ロバート・デ・ニーロ                                                     | アメリカ合衆国の旗                | 原作はアラン・グリンの小説『ブレイン・ドラッグ』                   |
| 地球、最後の男 Love                                                    | ウィリアム・ユーバンク             | ガンナー・ライト | アメリカ合衆国の旗                | ドラマ映画                                                         |
| 少年マイロの火星冒険記3D Mars Needs Moms!                              | サイモン・ウェルズ                 | セス・グリーン、ジョーン・キューザック、エリザベス・ハーノイス                                                         | アメリカ合衆国の旗                | モーションキャプチャを用いたアニメ映画                             |
| HELL Hell                                                              | ティム・フェールバウム             | ハンナー・ヘルツシュプルング, ラース・アイディンガー, スタイプ・エルツェッグ                                           | ドイツの旗 · スイスの旗           | [ 7 ]                                                              |
| ミッション: 8ミニッツ Source Code                                      | ダンカン・ジョーンズ               | ジェイク・ジレンホール、ミシェル・モナハン                                                                             | アメリカ合衆国の旗                |                                                                    |
| メランコリア Melancholia                                               | ラース・フォン・トリアー           | キルスティン・ダンスト、シャルロット・ゲンズブール、キーファー・サザーランド                                           | デンマークの旗                    |                                                                    |
| X-MEN:ファースト・ジェネレーション X-Men: First Class                  | マシュー・ヴォーン                 | ジェームズ・マカヴォイ、マイケル・ファスベンダー                                                                       | アメリカ合衆国の旗                | スーパーヒーロー 『X-メン』の前日譚                                |
| SUPER8/スーパーエイト Super 8                                          | J・J・エイブラムス                 | ジョエル・コートニー、エル・ファニング                                                                                 | アメリカ合衆国の旗                |                                                                    |
| PHASE 7/フェーズ7 Phase 7                                              | ニコラス・ゴールドバルト           | ダニエル・エンドレール, ジャスミン・スチュアート, フェデリコ・ルッピ                                                   | アルゼンチンの旗                  |                                                                    |
| プリースト Priest                                                      | スコット・スチュワート             | ポール・ベタニー, カール・アーバン, リリー・コリンズ                                                                   | アメリカ合衆国の旗                | 原作は邢民友のマンファ『PRIEST』。                                 |
| REC:レック/ザ・クアランティン2 ターミナルの惨劇 Quarantine 2: Terminal | ジョン・ポーグ                     | メルセデス・マソーン, ジョシュ・クック                                                                                 | アメリカ合衆国の旗                | ホラー映画                                                         |
| グリーン・ランタン Green Lantern                                       | マーティン・キャンベル             | ライアン・レイノルズ                                                                                                   | アメリカ合衆国の旗                | スーパーヒーロー DCコミックスの『グリーンランタン』の実写映画化    |
| トランスフォーマー/ダークサイド・ムーン Transformers: Dark of the Moon | マイケル・ベイ                     | シャイア・ラブーフ | アメリカ合衆国の旗                |                                                                    |
| カウボーイ & エイリアン Cowboys and Aliens                             | ジョン・ファヴロー                 | ダニエル・クレイグ、ハリソン・フォード                                                                                 | アメリカ合衆国の旗                | 西部劇 グラフィック・ノベル『カウボーイ & エイリアン』の実写映画化 |
| 猿の惑星: 創世記 Rise of the Apes                                      | ルパート・ワイアット               | ジェームズ・フランコ、アンディ・サーキス                                                                               | アメリカ合衆国の旗                | 『猿の惑星』のリブート                                             |
| リアル・スティール Real Steel                                          | ショーン・レヴィ                   | ヒュー・ジャックマン                                                                                                   | アメリカ合衆国の旗                |                                                                    |
| 遊星からの物体X ファーストコンタクト The Thing                         | マシーズ・ファン・ヘイニンヘン・Jr | メアリー・エリザベス・ウィンステッド                                                                                   | アメリカ合衆国の旗                | 『遊星からの物体X』の前日譚                                        |
| TIME/タイム In Time                                                    | アンドリュー・ニコル               | アマンダ・サイフリッド ジャスティン・ティンバーレイク                                                                  | アメリカ合衆国の旗                |                                                                    |

### 2012年
| 邦題 原題                                                               | 監督                                                       | キャスト                                                                                   | 製作国                                                          | 備考                                                                                 |
| ----------------------------------------------------------------------- | ---------------------------------------------------------- | ------------------------------------------------------------------------------------------ | --------------------------------------------------------------- | ------------------------------------------------------------------------------------ |
| アベンジャーズ The Avengers                                             | ジョス・ウィードン                                         | クリス・エヴァンス、ロバート・ダウニー・Jr、クリス・ヘムズワース                           | アメリカ合衆国の旗                                              | マーベル・コミックに登場する同名のスーパーヒーローチームを題材とした映画             |
| アメイジング・スパイダーマン The Amazing Spider-Man                     | マーク・ウェブ                                             | アンドリュー・ガーフィールド、エマ・ストーン                                               | アメリカ合衆国の旗                                              | マーベル・コミックの同名のキャラクターを題材とした映画                               |
| バトルシップ Battleship                                                 | ピーター・バーグ                                           | テイラー・キッチュ                                                                         | アメリカ合衆国の旗                                              |                                                                                      |
| ブランデッド Branded                                                    | ジェイミー・ブラッドショー, アレクサンダー・ドゥーラレイン | エド・ストッパード、リーリー・ソビエスキー、ジェフリー・タンバー、マックス・フォン・シドー | ロシアの旗 · アメリカ合衆国の旗                                 |                                                                                      |
| クロニクル Chronicle                                                    | ジョシュ・トランク                                         | マイケル・B・ジョーダン、デイン・デハーン、マイケル・ケリー、アレックス・ラッセル          | アメリカ合衆国の旗                                              |                                                                                      |
| クラウド アトラス Cloud Atlas                                           | トム・ティクヴァ、ウォシャウスキー姉弟                     | トム・ハンクス、ハル・ベリー、ヒュー・グラント、スーザン・サランドン                       | ドイツの旗 · アメリカ合衆国の旗                                 |                                                                                      |
| ディヴァイド The Divide                                                 | ザヴィエ・ジャン                                           | ローレン・ジャーマン、マイケル・ビーン、マイロ・ヴィンティミリア、ロザンナ・アークエット   | カナダの旗 · ドイツの旗 · アメリカ合衆国の旗                    |                                                                                      |
| グラバーズ en:Grabbers                                                  | ジョン・ライト                                             | リチャード・コイル、ルース・ブラッドリー、ラッセル・トヴェイ                               | アイルランドの旗                                                |                                                                                      |
| ハンガー・ゲーム The Hunger Games                                       | ゲイリー・ロス                                             | ジェニファー・ローレンス、ジョシュ・ハッチャーソン、リアム・ヘムズワース                   | アメリカ合衆国の旗                                              | スーザン・コリンズの同名小説の映画化                                                 |
| アイアン・スカイ Iron Sky                                               | ティモ・ヴオレンソラ                                       | ジュリア・ディーツ、ゲッツ・オットー、クリストファー・カービイ、ウド・キア                 | フィンランドの旗 · ドイツの旗 · オーストラリアの旗              | コメディ映画                                                                         |
| ジャッジ・ドレッド Dredd                                                | ピート・トラヴィス                                         | カール・アーバン, オリヴィア・サールビー, レナ・ヘディ                                     | イギリスの旗 · アメリカ合衆国の旗 · インドの旗 · 南アフリカの旗 | 1985年に公開された同名の映画のリメイク。                                             |
| ジョン・カーター John Carter                                            | アンドリュー・スタントン                                   | テイラー・キッチュ、リン・コリンズ、ウィレム・デフォー                                     | アメリカ合衆国の旗                                              | エドガー・ライス・バローズの小説『火星』シリーズの映画化                             |
| ロックアウト Lockout                                                    | ジェイムス・メイサー、スティーブン・セント・リーガー       | ガイ・ピアース、マギー・グレイス、ピーター・ストーメア                                     | フランスの旗                                                    | アクション映画                                                                       |
| LOOPER/ルーパー Looper                                                  | ライアン・ジョンソン                                       | ブルース・ウィリス, ジョゼフ・ゴードン＝レヴィット, エミリー・ブラント                     | アメリカ合衆国の旗                                              |                                                                                      |
| マルドゥック・スクランブル 排気                                         | 工藤進                                                     |                                                                                            | 日本の旗                                                        | アニメ映画                                                                           |
| メン・イン・ブラック3 Men in Black 3                                    | バリー・ソネンフェルド                                     | ウィル・スミス, トミー・リー・ジョーンズ, ジョシュ・ブローリン                             | アメリカ合衆国の旗                                              | コメディ映画                                                                         |
| プロメテウス Prometheus                                                 | リドリー・スコット                                         | ノオミ・ラパス、シャーリーズ・セロン、マイケル・ファスベンダー                             | アメリカ合衆国の旗                                              | もともとは『エイリアン』シリーズの前日譚として作られていたが、独立した作品になった。 |
| バイオハザードV リトリビューション Resident Evil: Retribution           | ポール・W・S・アンダーソン                                 | ミラ・ジョヴォヴィッチ、シエンナ・ギロリー                                                 | ドイツの旗 · イギリスの旗 · アメリカ合衆国の旗                  |                                                                                      |
| 素敵な相棒 〜フランクじいさんとロボットヘルパー〜 Robot & Frank         | ジェイク・シュライヤー                                     | フランク・ランジェラ, ジェームズ・マースデン, ピーター・サースガード, スーザン・サランドン | アメリカ合衆国の旗                                              |                                                                                      |
| エンド・オブ・ザ・ワールド Seeking a Friend for the End of the World    | ローリーン・スカファリア                                   | スティーヴ・カレル, キーラ・ナイトレイ                                                     | アメリカ合衆国の旗                                              | コメディ/ドラマ映画                                                                  |
| スターシップ・トゥルーパーズ インベイジョン Starship Troopers: Invasion | 荒牧伸志                                                   |                                                                                            | アメリカ合衆国の旗 · 日本の旗                                   | CGアニメ映画                                                                         |
| ストレージ24 Storage 24                                                 | ヨハネス・ロバーツ                                         | ノエル・クラーク, アントニア・キャンベル＝ヒューズ, ローラ・ハドック, コリン・オドナヒュー | イギリスの旗                                                    | ホラー映画                                                                           |
| トータル・リコール Total Recall                                         | レン・ワイズマン                                           | コリン・ファレル、ケイト・ベッキンセイル                                                   | アメリカ合衆国の旗                                              | 映画『トータル・リコール』のリメイク                                                 |
| エイリアン バスターズ The Watch                                         | アキヴァ・シェイファー                                     | ベン・スティラー, ヴィンス・ヴォーン, ジョナ・ヒル                                         | アメリカ合衆国の旗                                              | コメディ映画                                                                         |

### 2013年
| 邦題 原題 英題                                                | 監督                                     | キャスト                                                                                                   | 製作国                                                                           | 備考                                                       |
| ------------------------------------------------------------- | ---------------------------------------- | --- | -------------------------------------------------------------------------------- | ---------------------------------------------------------- |
| アフター・アース After Earth                                  | M・ナイト・シャマラン                    | ウィル・スミス、ジェイデン・スミス                                                                         | アメリカ合衆国の旗                                                               |                                                            |
| コロニー5 The Colony                                          | ジェフ・レンフロー                       | ローレンス・フィッシュバーン、ビル・パクストン、ケヴィン・ゼガーズ                                         | カナダの旗                                                                       |                                                            |
| コングレス未来学会議 The Congress                             | アリ・フォルマン                         | ロビン・ライト、ハーヴェイ・カイテル、コディ・スミット＝マクフィー、ポール・ジアマッティ、ジョン・ハム(声) | イスラエルの旗 · ドイツの旗 · ポーランドの旗 · ルクセンブルクの旗 · ベルギーの旗 | 実写/アニメ                                                |
| ダークスカイズ Dark Skies                                     | スコット・スチュワート                   | ケリー・ラッセル                                                                                           | アメリカ合衆国の旗                                                               | ホラー映画                                                 |
| 怪盗グルーのミニオン危機一発 Despicable Me 2                  | ピアー・コフィン クリス・ルノー          | スティーヴ・カレル、クリステン・ウィグ、ミランダ・コスグローヴ、 スティーヴ・クーガン                      | アメリカ合衆国の旗                                                               | アニメ映画 2010年の映画『怪盗グルーの月泥棒 3D』の続篇     |
| エリジウム Elysium                                            | ニール・ブロムカンプ                     | マット・デイモン、ジョディ・フォスター、シャールト・コプリー                                               | アメリカ合衆国の旗                                                               |                                                            |
| エンダーのゲーム Ender's Game                                 | ギャヴィン・フッド                       | エイサ・バターフィールド、アビゲイル・ブレスリン、ハリソン・フォード                                       | アメリカ合衆国の旗                                                               |                                                            |
| スペースガーディアン Escape from Planet Earth                 | カル・ブランカー                         | ブレンダン・フレイザー、ジェシカ・アルバ                                                                   | アメリカ合衆国の旗                                                               | アニメ映画                                                 |
| エウロパ The Europa Report                                    | セバスチャン・コルデロ                   | シャールト・コプリー、ミカエル・ニクヴィスト、呉彦祖                                                       | アメリカ合衆国の旗                                                               |                                                            |
| G.I.ジョー バック2リベンジ G.I. Joe: Retaliation              | ジョン・チュウ                           | ドウェイン・ジョンソン、ブルース・ウィリス、チャニング・テイタム                                           | アメリカ合衆国の旗                                                               |                                                            |
| ゼロ・グラビティ Gravity                                      | アルフォンソ・キュアロン                 | サンドラ・ブロック、ジョージ・クルーニー                                                                   | アメリカ合衆国の旗 · イギリスの旗                                                |                                                            |
| 神々のたそがれ Hard to Be a God                               | アレクセイ・ゲルマン                     | レオニド・ヤルモルニク、アレクサンドル・チュトゥコ、ユーリー・ツリーロ                                     | ロシアの旗                                                                       | 原作はストルガツキー兄弟の小説『神様はつらい』             |
| her/世界でひとつの彼女 Her                                    | スパイク・ジョーンズ                     | ホアキン・フェニックス、スカーレット・ヨハンソン                                                           | アメリカ合衆国の旗                                                               |                                                            |
| ザ・ホスト 美しき侵略者 The Host                              | アンドリュー・ニコル                     | シアーシャ・ローナン、ダイアン・クルーガー、ウィリアム・ハート                                             | アメリカ合衆国の旗                                                               | ステファニー・メイヤーによる同名の小説が原作               |
| ハンガー・ゲーム2 The Hunger Games: Catching Fire             | フランシス・ローレンス                   | ジェニファー・ローレンス, ジョシュ・ハッチャーソン                                                         | アメリカ合衆国の旗                                                               |                                                            |
| インデペンデンス・デイ2014 Independence Daysaster             | W・D・ホーガン                           | ライアン・メリマン, エミリー・ホームズ                                                                     | カナダの旗                                                                       | アクション                                                 |
| アイアンマン3 Iron Man 3                                      | シェーン・ブラック                       | ロバート・ダウニー・Jr、グウィネス・パルトロー、ドン・チードル、ガイ・ピアース                             | アメリカ合衆国の旗                                                               |                                                            |
| クリッシュ Krrish 3                                           | ラーケーシュ・ローシャン                 | リティック・ローシャン                                                                                     | インドの旗                                                                       | スーパーヒーロー                                           |
| ラスト・デイズ The Last Days                                  | ダビ・パストール, アレックス・パストール | キム・グティエレス, ホセ・コロナド                                                                         | スペインの旗 · フランスの旗                                                      | スリラー                                                   |
| ラスト・デイズ・オン・マーズ The Last Days on Mars            | ルアリー・ロビンソン                     | リーヴ・シュレイバー                                                                                       | アイルランドの旗 · イギリスの旗                                                  | スリラー                                                   |
| ザ・マシーン The Machine                                      | カラドッグ・ジェームズ                   | ケイティ・ロッツ                                                                                           | イギリスの旗                                                                     |                                                            |
| マン・オブ・スティール Man of Steel                           | ザック・スナイダー                       | ヘンリー・カヴィル、エイミー・アダムス、マイケル・シャノン                                                 | アメリカ合衆国の旗 · イギリスの旗                                                | DCコミックスの『スーパーマン』を原作とする映画             |
| オブリビオン Oblivion                                         | ジョセフ・コシンスキー                   | トム・クルーズ、アンドレア・ライズボロー、オルガ・キュリレンコ、モーガン・フリーマン                       | アメリカ合衆国の旗                                                               | コシンスキーによる同名のグラフィックノベルが原作           |
| パシフィック・リム Pacific Rim                                | ギレルモ・デル・トロ                     | イドリス・エルバ、チャーリー・デイ、チャーリー・ハナム                                                     | アメリカ合衆国の旗                                                               |                                                            |
| パージ The Purge                                              | ジェームズ・デモナコ                     | レナ・ヘディ、イーサン・ホーク                                                                             | アメリカ合衆国の旗                                                               |                                                            |
| リディック: ギャラクシー・バトル Riddick                      | デヴィッド・トゥーヒー                   | ヴィン・ディーゼル, ケイティー・サッコフ                                                                   | アメリカ合衆国の旗                                                               | [ 9 ]                                                      |
| スノーピアサー Snowpiercer                                    | ポン・ジュノ                             | クリス・エヴァンス、ソン・ガンホ、ジェイミー・ベル、ティルダ・スウィントン、ジョン・ハート、エド・ハリス   | 大韓民国の旗 · アメリカ合衆国の旗 · フランスの旗                                 |                                                            |
| スター・トレック イントゥ・ダークネス Star Trek Into Darkness | J・J・エイブラムス                       | クリス・パイン、ザカリー・クイント、ゾーイ・サルダナ                                                       | アメリカ合衆国の旗                                                               |                                                            |
| アンダー・ザ・スキン 種の捕食 Under the Skin                  | ジョナサン・グレイザー                   | スカーレット・ヨハンソン ポール・ブラニガン                                                                | アメリカ合衆国の旗                                                               | 原作はミッシェル・フェイバーの小説『アンダー・ザ・スキン』 |
| ワールド・ウォーZ World War Z                                 | マーク・フォースター                     | ブラッド・ピット、ミレイユ・イーノス、ジェームズ・バッジ・デール                                           | アメリカ合衆国の旗                                                               | 同名の小説を原作とするホラー映画                           |
| ワールズ・エンド 酔っぱらいが世界を救う! The World's End      | エドガー・ライト                         | サイモン・ペグ、ニック・フロスト、マーティン・フリーマン                                                   | イギリスの旗 · アメリカ合衆国の旗 · 日本の旗                                     |                                                            |
| マッド・ガンズ Young Ones                                     | ジェイク・パルトロー                     | マイケル・シャノン, ニコラス・ホルト, エル・ファニング                                                     | アメリカ合衆国の旗                                                               |                                                            |
| ゼロの未来 The Zero Theorem                                   | テリー・ギリアム                         | クリストフ・ヴァルツ, メラニー・ティエリー                                                                 | イギリスの旗 · ルーマニアの旗 · フランスの旗                                     | ファンタジー/ドラマ映画                                    |

### 2014年
| 邦題 原題 英題                                                                  | 監督                     | キャスト                                                             | 製作国                            | 備考                                                                                       |
| ------------------------------------------------------------------------------- | ------------------------ | -------------------------------------------------------------------- | --------------------------------- | ------------------------------------------------------------------------------------------ |
| アバウト・タイム〜愛おしい時間について〜 About Time                             | リチャード・カーティス   | ドーナル・グリーソン レイチェル・マクアダムス                        | アメリカ合衆国の旗                |                                                                                            |
| アメイジング・スパイダーマン2 The Amazing Spider-Man 2                          | マーク・ウェブ           | アンドリュー・ガーフィールド、エマ・ストーン、ジェイミー・フォックス | アメリカ合衆国の旗                |                                                                                            |
| アノマリー The Anomaly                                                          | ノエル・クラーク         | ノエル・クラーク、イアン・サマーハルダー                             | イギリスの旗                      |                                                                                            |
| ベイマックス Big Hero 6                                                         | ドン・ホール             |                                                                      | アメリカ合衆国の旗                | マーベル・コミックに登場するヒーローチームビッグ・ヒーロー・シックスを題材としたアニメ映画 |
| ダイバージェント Divergent                                                      | ニール・バーガー         | シャイリーン・ウッドリー、テオ・ジェームズ                           | アメリカ合衆国の旗                | 原作はヴェロニカ・ロスの小説『ダイバージェント 異端者』。                                  |
| キャプテン・アメリカ/ウィンター・ソルジャー Captain America: The Winter Soldier | ルッソ兄弟               | クリス・エヴァンス、セバスチャン・スタン、スカーレット・ヨハンソン   | アメリカ合衆国の旗                |                                                                                            |
| オール・ユー・ニード・イズ・キル Edge of Tomorrow                               | ダグ・リーマン           | トム・クルーズ、エミリー・ブラント                                   | アメリカ合衆国の旗                | 原作は桜坂洋のライトノベル『All You Need Is Kill』                                         |
| GODZILLA ゴジラ Godzilla                                                        | ギャレス・エドワーズ     | アーロン・テイラー＝ジョンソン、エリザベス・オルセン                 | アメリカ合衆国の旗                |                                                                                            |
| LUCY/ルーシー Lucy                                                              | リュック・ベッソン       | スカーレット・ヨハンソン モーガン・フリーマン                        | フランスの旗                      |                                                                                            |
| 天才犬ピーボ博士のタイムトラベル Mr. Peabody & Sherman                          | ロブ・ミンコフ           | タイ・バーレル, マックス・チャールズ                                 | アメリカ合衆国の旗                | アニメ映画                                                                                 |
| モーレツ宇宙海賊 ABYSS OF HYPERSPACE -亜空の深淵-                               |                          |                                                                      | 日本の旗                          | アニメ映画                                                                                 |
| パージ:アナーキー The Purge: Anarchy                                            | ジェームズ・デモナコ     | フランク・グリロ                                                     | アメリカ合衆国の旗                |                                                                                            |
| ロボコップ RoboCop                                                              | ジョゼ・パジーリャ       | ヨエル・キナマン                                                     | アメリカ合衆国の旗                |                                                                                            |
| シグナル The Signal                                                             | ウィリアム・ユーバンク   | ブレントン・スウェイツ, ローレンス・フィッシュバーン                 | アメリカ合衆国の旗                |                                                                                            |
| スペース・ステーション76 Space Station 76                                       | ジャック・プロトニック   | リヴ・タイラー                                                       | アメリカ合衆国の旗                |                                                                                            |
| STAND BY ME ドラえもん                                                          | 八木竜一 山崎貴          |                                                                      | 日本の旗                          | アニメ映画。大長編ドラえもんとは別個の作品。                                               |
| トランセンデンス Transcendence                                                  | ウォーリー・フィスター   | ジョニー・デップ、レベッカ・ホール、モーガン・フリーマン             | アメリカ合衆国の旗                |                                                                                            |
| トランスフォーマー/ロストエイジ Transformers: Age of Extinction                 | マイケル・ベイ           | マーク・ウォールバーグ                                               | アメリカ合衆国の旗                | 『トランスフォーマー』シリーズのリブート作品                                               |
| ガーディアンズ・オブ・ギャラクシー Guardians of the Galaxy                      | ジェームズ・ガン         | クリス・プラット                                                     | アメリカ合衆国の旗                | 同名のスーパーヒーローチームを題材とした映画作品。                                         |
| インターステラー Interstellar                                                   | クリストファー・ノーラン | マシュー・マコノヒー、アン・ハサウェイ                               | アメリカ合衆国の旗 · イギリスの旗 |                                                                                            |
| ミュータント・タートルズ Teenage Mutant Ninja Turtles                           | ジョナサン・リーベスマン | ピート・プロゼック, ジェレミー・ハワード, ミーガン・フォックス       | アメリカ合衆国の旗                |                                                                                            |
| X-MEN:フューチャー&パスト X-Men: Days of Future Past                            | ブライアン・シンガー     | ヒュー・ジャックマン                                                 | アメリカ合衆国の旗                |                                                                                            |

### 2015年
| 邦題 原題 英題                                                  | 監督                                          | キャスト                                                     | 製作国             | 備考                                                                     |
| --------------------------------------------------------------- | --------------------------------------------- | ------------------------------------------------------------ | ------------------ | ------------------------------------------------------------------------ |
| アントマン Ant-Man                                              | ペイトン・リード                              | ポール・ラッド, マイケル・ダグラス, エヴァンジェリン・リリー | アメリカ合衆国の旗 | 原作はマーベル・コミックの同名の漫画作品                                 |
| アベンジャーズ/エイジ・オブ・ウルトロン Avengers: Age of Ultron | ジョス・ウィードン                            | ロバート・ダウニー・Jr、クリス・エヴァンス                   | アメリカ合衆国の旗 |                                                                          |
| チャッピー CHAPPiE                                              | ニール・ブロムカンプ                          | シャールト・コプリー                                         | アメリカ合衆国の旗 | 原作はブロムカンプの短編映画『Tetra Vaal』。                             |
| ダイバージェントNEO The Divergent Series: Insurgent             | ロベルト・シュヴェンケ                        | シャイリーン・ウッドリー                                     | アメリカ合衆国の旗 |                                                                          |
| エクス・マキナ Ex Machina                                       | アレックス・ガーランド                        | ドーナル・グリーソン                                         | イギリスの旗       |                                                                          |
| ファンタスティック・フォー Fantastic Four                       | ジョシュ・トランク                            | マイルズ・テラー, ケイト・マーラ                             | アメリカ合衆国の旗 | 原作はマーベル・コミックの『アルティメット・ファンタスティック・フォー』 |
| ジュラシック・ワールド Jurassic World                           | コリン・トレボロウ                            | クリス・プラット, ブライス・ダラス・ハワード                 | アメリカ合衆国の旗 |                                                                          |
| ジュピター Jupiter Ascending                                    | ウォシャウスキー姉弟                          | チャニング・テイタム、ミラ・クニス                           | アメリカ合衆国の旗 |                                                                          |
| オデッセイ The Martian                                          | リドリー・スコット                            | マット・デイモン, ジェシカ・チャステイン, ジェフ・ダニエルズ | アメリカ合衆国の旗 | 原作はアンディ・ウィアーの『火星の人』                                   |
| ミニオンズ Minions                                              |                                               |                                                              | アメリカ合衆国の旗 | アニメ映画『怪盗グルーの月泥棒』の前日談                                 |
| 时光大战                                                        | 李长欣                                        | 劉萌萌                                                       | 中華人民共和国の旗 | アクション映画                                                           |
| THE NEXT GENERATION -パトレイバー-                              | 押井守他                                      |                                                              | 日本の旗           |                                                                          |
| ピクセル Pixels                                                 | クリス・コロンバス                            | アダム・サンドラー                                           | アメリカ合衆国の旗 |                                                                          |
| プロジェクト・アルマナック Project Almanac                      | ディーン・イズラライト                        | ジョニー・ウェストン, ソフィア・ブラック＝デリア             | アメリカ合衆国の旗 |                                                                          |
| 劇場版 PSYCHO-PASS サイコパス                                   | 塩谷直義                                      |                                                              | 日本の旗           | アニメ映画                                                               |
| セルフレス/覚醒した記憶 Self/less                               | ターセム・シン                                | ライアン・レイノルズ                                         | アメリカ合衆国の旗 |                                                                          |
| 世界の終わりのいずこねこ                                        | 竹内道宏                                      | 茉里（いずこねこ）                                           | 日本の旗           |                                                                          |
| モンスター 変身する美女 Spring                                  | ジャスティン・ベンソン アーロン・ムーアヘッド | ルー・テイラー・プッチ、ナディア・ヒルカー                   | アメリカ合衆国の旗 |                                                                          |
| スター・ウォーズ/フォースの覚醒 Star Wars: The Force Awakens    | J・J・エイブラムス                            | ハリソン・フォード                                           | アメリカ合衆国の旗 |                                                                          |
| トゥモローランド Tomorrowland                                   | ブラッド・バード                              | ブリット・ロバートソン, ジョージ・クルーニー                 | アメリカ合衆国の旗 |                                                                          |
| デッド・シティ2055 Vice                                         | ブライアン・Ａ・ミラー                        | トーマス・ジェーン、ブルース・ウィリス、アンバー・チルダーズ | アメリカ合衆国の旗 |                                                                          |

### 2016年
| 邦題 原題 英題                                                                                        | 監督                                                        | キャスト                                                                 | 製作国                          | 備考                                                                     |
| --- | ----------------------------------------------------------- | ------------------------------------------------------------------------ | ------------------------------- | ------------------------------------------------------------------------ |
| フィフス・ウェイブ The 5th Wave                                                                       | J・ブレイクソン                                             | クロエ・グレース・モレッツ ニック・ロビンソン                            | アメリカ合衆国の旗              | 原作はリック・ヤンシーによる同名の小説。                                 |
| 10 クローバーフィールド・レーン 10 Cloverfield Lane                                                   | ダン・トラクテンバーグ                                      | メアリー・エリザベス・ウィンステッド, ジョン・グッドマン                 | アメリカ合衆国の旗              | サイコスリラー                                                           |
| 24 | ヴィクラム・クマール                                        | スーリヤ, サマンタ                                                       | インドの旗                      | タイムトラベル                                                           |
| フォース・プラネット Approaching the Unknown                                                          | マーク・イライジャ・ローゼンバーグ（Mark Elijah Rosenberg） | マーク・ストロング, ルーク・ウィルソン                                   | アメリカ合衆国の旗              |                                                                          |
| メッセージ Arrival                                                                                    | ドゥニ・ヴィルヌーヴ                                        | エイミー・アダムス, ジェレミー・レナー, フォレスト・ウィテカー           | アメリカ合衆国の旗              |                                                                          |
| ARQ: 時の牢獄 ARQ                                                                                     | トニー・エリオット（Tony Elliott）                          | ロビー・アメル, レイチェル・テイラー                                     | アメリカ合衆国の旗 · カナダの旗 |                                                                          |
| バットマン vs スーパーマン ジャスティスの誕生 Batman v Superman: Dawn of Justice                      | ザック・スナイダー                                          | ヘンリー・カヴィル, ベン・アフレック                                     | アメリカ合衆国の旗              |                                                                          |
| シビル・ウォー/キャプテン・アメリカ Captain America: Civil War                                        | ルッソ兄弟                                                  | クリス・エヴァンス, ロバート・ダウニー・Jr, スカーレット・ヨハンソン     | アメリカ合衆国の旗              | スーパーヒーロー映画                                                     |
| セル Cell                                                                                             | トッド・ウィリアムズ                                        | ジョン・キューザック, サミュエル・L・ジャクソン                          | アメリカ合衆国の旗              |                                                                          |
| シンクロナイズドモンスター Colossal                                                                   | ナチョ・ビガロンド                                          | アン・ハサウェイ, ジェイソン・サダイキス                                 | カナダの旗 · スペインの旗       |                                                                          |
| ダイバージェントFINAL The Divergent Series: Allegiant                                                 | ロベルト・シュヴェンケ                                      | シェイリーン・ウッドリー                                                 | アメリカ合衆国の旗              |                                                                          |
| ドクター・ストレンジ Doctor Strange                                                                   | スコット・デリクソン                                        | ベネディクト・カンバーバッチ                                             | アメリカ合衆国の旗              |                                                                          |
| GANTZ:O                                                                                               | さとうけいいち                                              | 小野大輔                                                                 | 日本の旗                        | アニメ映画                                                               |
| ディストピア パンドラの少女 The Girl with All the Gifts                                               | コーム・マッカーシー                                        | ジェマ・アータートン,パディ・コンシダイン                                | イギリスの旗                    | 原作はマイク・ケアリーの小説『パンドラの少女』                           |
| インデペンデンス・デイ: リサージェンス Independence Day: Resurgence                                   | ローランド・エメリッヒ                                      | リアム・ヘムズワース                                                     | アメリカ合衆国の旗              | 『インデペンデンス・デイ』の続編                                         |
| キル・コマンド Kill Command                                                                           | スティーブン・ゴメス（Steven Gomez）                        | トゥーレ・リントハート, ヴァネッサ・カービー                             | イギリスの旗                    |                                                                          |
| マックス・スティール Max Steel                                                                        | スチュワート・ヘンドラー                                    | ベン・ウィンチェル                                                       | アメリカ合衆国の旗              | 同名の玩具の実写化作品                                                   |
| ミッドナイト・スペシャル Midnight Special                                                             | ジェフ・ニコルズ                                            | マイケル・シャノン, ジョエル・エドガートン                               | アメリカ合衆国の旗              |                                                                          |
| モーガン プロトタイプL-9 Morgan                                                                       | ルーク・スコット                                            | ケイト・マーラ、アニャ・テイラー＝ジョイ                                 | アメリカ合衆国の旗              |                                                                          |
| パージ:大統領令 The Purge: Election Year                                                              | ジェームズ・デモナコ                                        | フランク・グリロ                                                         | アメリカ合衆国の旗              |                                                                          |
| パッセンジャー Passengers                                                                             | モルテン・ティルドゥム                                      | ジェニファー・ローレンス                                                 | アメリカ合衆国の旗              | 恋愛ドラマ                                                               |
| ラチェット&クランク THE MOVIE Ratchet & Clank                                                         | ケビン・モンロー                                            | ジェームズ・アーノルド・テイラー, デビッド・ケイ                         | アメリカ合衆国の旗              | コンピュータゲーム『ラチェット&クランク THE GAME』を原作としたアニメ映画 |
| ローグ・ワン/スター・ウォーズ・ストーリー Rogue One                                                   | ギャレス・エドワーズ                                        | フェリシティ・ジョーンズ, ディエゴ・ルナ                                 | アメリカ合衆国の旗              | スター・ウォーズシリーズのスピンオフ                                     |
| ラプチャー 破裂 Rupture                                                                               | スティーブン・シャインバーグ                                | ノオミ・ラパス, ピーター・ストーメア, ケリー・ビシェ                     | アメリカ合衆国の旗 · カナダの旗 |                                                                          |
| シン・ゴジラ                                                                                          | 庵野秀明（総監督）, 樋口真嗣                                | 長谷川博己, 石原さとみ                                                   | 日本の旗                        |                                                                          |
| スペクトル Spectral                                                                                   | ニック・マチュー                                            | ジェームズ・バッジ・デール                                               | アメリカ合衆国の旗              |                                                                          |
| スター・トレック BEYOND Star Trek Beyond                                                              | ジャスティン・リン                                          | クリス・パイン, イドリス・エルバ                                         | アメリカ合衆国の旗              |                                                                          |
| ミュータント・ニンジャ・タートルズ：影＜シャドウズ＞ Teenage Mutant Ninja Turtles: Out of the Shadows | デイヴ・グリーン                                            | ミーガン・フォックス                                                     | アメリカ合衆国の旗              |                                                                          |
| テラフォーマーズ Terra Formars                                                                        | 三池崇史                                                    |                                                                          | 日本の旗                        | 原作は同名の漫画                                                         |
| X-MEN:アポカリプス X-Men: Apocalypse                                                                  | ブライアン・シンガー                                        | ジェームズ・マカボイ, マイケル・ファスベンダー, ジェニファー・ローレンス | アメリカ合衆国の旗              | スーパーヒーロー                                                         |

### 2017年
| 邦題 原題 英題                                                               | 監督                                                   | キャスト                                                                                         | 製作国                                                          | 備考                                                                                            |
| ---------------------------------------------------------------------------- | ------------------------------------------------------ | ------------------------------------------------------------------------------------------------ | --------------------------------------------------------------- | ----------------------------------------------------------------------------------------------- |
| リミット・オブ・アサシン 24 Hours to Live                                    | J・ブレイクソン                                        | イーサン・ホーク シュイ・チン                                                                    | アメリカ合衆国の旗 · 南アフリカ共和国の旗                       | アクションスリラー映画                                                                          |
| エイリアン: コヴェナント Alien: Covenant                                     | リドリー・スコット                                     | マイケル・ファスベンダー                                                                         | イギリスの旗 · アメリカ合衆国の旗                               | 『プロメテウス』の続編。                                                                        |
| アトラクション 制圧 Attraction                                               | フョードル・ボンダルチュク                             |                                                                                                  | ロシアの旗                                                      |                                                                                                 |
| スカイライン -奪還- Beyond Skyline                                           | リアム・オドネル                                       | フランク・グリロ ボヤナ・ノヴァコヴィッチ イコ・ウワイス                                         | アメリカ合衆国の旗                                              |                                                                                                 |
| ブレードランナー 2049 Blade Runner 2049                                      | ドゥニ・ヴィルヌーヴ                                   | ハリソン・フォード ライアン・ゴスリング                                                          | アメリカ合衆国の旗                                              | 『ブレードランナー』30年ぶりの続編。                                                            |
| BLAME!                                                                       | 瀬下寛之                                               |                                                                                                  | 日本の旗                                                        | 同名の漫画を原作としたアニメ映画                                                                |
| 境界線 Bokeh                                                                 | ジェフリー・オースヴァイン Andrew Sullivan             | マイカ・モンロー                                                                                 | アメリカ合衆国の旗 · アイスランドの旗                           | ドラマ映画                                                                                      |
| ザ・サークル The Circle                                                      | ジェームズ・ポンソルト                                 | トム・ハンクス エマ・ワトソン                                                                    | アメリカ合衆国の旗                                              |                                                                                                 |
| 怪盗グルーのミニオン大脱走 Despicable Me 3                                   | ピエール・コフィン カイル・バルダ                      | スティーブ・カレル                                                                               | アメリカ合衆国の旗                                              | アニメ映画                                                                                      |
| ダウンサイズ Downsizing                                                      | アレクサンダー・ペイン                                 | マット・デイモン                                                                                 | アメリカ合衆国の旗                                              |                                                                                                 |
| ジオストーム Geostorm                                                        | ディーン・デヴリン                                     | ジェラルド・バトラー ジム・スタージェス                                                          | アメリカ合衆国の旗                                              |                                                                                                 |
| ゴースト・イン・ザ・シェル Ghost in the Shell                                | ルパート・サンダース                                   | スカーレット・ヨハンソン                                                                         | アメリカ合衆国の旗                                              | 士郎正宗の漫画『攻殻機動隊』を原作とした映画。                                                  |
| GODZILLA 怪獣惑星                                                            | 静野孔文 瀬下寛之                                      | 宮野真守 櫻井孝宏 花澤香菜                                                                       | 日本の旗                                                        | ゴジラのアニメ映画三部作の第一部。                                                              |
| ガーディアンズ・オブ・ギャラクシー:リミックス Guardians of the Galaxy Vol. 2 | ジェームズ・ガン                                       | クリス・プラット                                                                                 | アメリカ合衆国の旗                                              |                                                                                                 |
| パーティで女の子に話しかけるには How to Talk to Girls at Parties             | ジョン・キャメロン・ミッチェル                         | エル・ファニング アレックス・シャープ ニコール・キッドマン                                       | イギリスの旗 · アメリカ合衆国の旗                               | 同名の小説を原作とした映画                                                                      |
| iBoy IBoy                                                                    | アダム・ランドール(Adam Randall)                       | ビル・ミルナー メイジー・ウィリアムズ                                                            | イギリスの旗                                                    | 青春スリラー                                                                                    |
| リディバイダー Kill Switch                                                   | ティム・スミット                                       | ダン・スティーヴンス ベレニス・マーロウ                                                          | アメリカ合衆国の旗                                              |                                                                                                 |
| ジャスティス・リーグ Justice League                                          | ザック・スナイダー                                     | ヘンリー・カヴィル ベン・アフレック                                                              | アメリカ合衆国の旗                                              | DCコミックに登場する同名のヒーローチームを題材とした映画                                        |
| ラスト・スペースシップ The Last Scout                                        | サイモン・フィリップス                                 | ブレイン・グレイ サイモン・フィリップス ピーター・ウッドワード                                   | イギリスの旗                                                    | [ 14 ]                                                                                          |
| ライフ Life                                                                  | ダニエル・エスピノーサ                                 | ライアン・レイノルズ 真田広之 レベッカ・ファーガソン                                             | アメリカ合衆国の旗                                              |                                                                                                 |
| LOGAN/ローガン Logan                                                         | ジェームズ・マンゴールド                               | ヒュー・ジャックマン                                                                             | アメリカ合衆国の旗                                              | スーパーヒーロー/ドラマ映画                                                                     |
| en:The Man from Earth: Holocene                                              | リチャード・シェンクマン                               | デヴィッド・リー・スミス ウィリアム・カット                                                      | アメリカ合衆国の旗                                              | en:The Man from Earth (2007)の続編                                                              |
| en:The Man with the Magic Box                                                | ボーデ・コックス                                       | オルガ・ボラズ                                                                                   | ポーランドの旗 · イタリアの旗                                   | ディストピア・スリラー、タイムトラベル                                                          |
| スターシップ9 Orbiter 9                                                      | アテム・クライチェ・ルイス・ソリーリャ(Hatem Khraiche) | クララ・ラゴ アレックス・ゴンザレス                                                              | スペインの旗 · コロンビアの旗                                   | 恋愛ドラマ                                                                                      |
| アザーライフ 永遠の一瞬 OtherLife                                            | ベン・C・ルーカス                                      | ジェシカ・デ・ゴウ T・J・パワー                                                                  | オーストラリアの旗                                              |                                                                                                 |
| パワーレンジャー Power Rangers                                               | ディーン・イズラライト                                 | ナオミ・スコット                                                                                 | アメリカ合衆国の旗                                              | 原作はテレビドラマ『パワーレンジャー』シリーズの第1作『マイティ・モーフィン・パワーレンジャー』 |
| ウェズリー・スナイプス コンタクト The Recall                                 | マウロ・ボレッリ（Mauro Borrelli）                     | ウェズリー・スナイプス RJ・ミッテ                                                                | アメリカ合衆国の旗 · カナダの旗                                 |                                                                                                 |
| en:Rememory                                                                  | マーク・パランスキー                                   | ピーター・ディンクレイジ ジュリア・オーモンド アントン・イェルチン                               | イギリスの旗 · アメリカ合衆国の旗 · カナダの旗                  |                                                                                                 |
| バイオハザード: ザ・ファイナル Resident Evil: The Final Chapter              | ポール・W・S・アンダーソン                             | ミラ・ジョヴォヴィッチ アリ・ラーター                                                            | アメリカ合衆国の旗 · フランスの旗                               | ホラーアクション                                                                                |
| リヴォルト Revolt                                                            | ジョー・ミアーレ(Joe Miale)                            | リー・ペイス                                                                                     | アメリカ合衆国の旗                                              |                                                                                                 |
| キミとボクの距離 The Space Between Us                                        | ピーター・チェルソム                                   | エイサ・バターフィールド ブリット・ロバートソン                                                  | アメリカ合衆国の旗                                              | 恋愛ドラマ                                                                                      |
| スター・ウォーズ/最後のジェダイ Star Wars: The Last Jedi                     | ライアン・ジョンソン                                   | アダム・ドライバー デイジー・リドリー ジョン・ボイエガ                                           | アメリカ合衆国の旗                                              |                                                                                                 |
| マイティ・ソー バトルロイヤル Thor: Ragnarok                                 | タイカ・ワイティティ                                   | クリス・ヘムズワース                                                                             | アメリカ合衆国の旗                                              |                                                                                                 |
| タイム・トラップ Time Trap                                                   | ベン・フォスター マーク・デニス                        | ブリアン・ハウィー                                                                               | アメリカ合衆国の旗                                              |                                                                                                 |
| トランスフォーマー/最後の騎士王 Transformers: The Last Knight                | マイケル・ベイ                                         | マーク・ウォルバーグ                                                                             | アメリカ合衆国の旗                                              |                                                                                                 |
| ヴァレリアン 千の惑星の救世主 Valerian and the City of a Thousand Planets    | リュック・ベッソン                                     | デイン・デハーン                                                                                 | フランスの旗                                                    | 原作は漫画『ヴァレリアン&ロールリンヌ』。                                                       |
| 猿の惑星: 聖戦記 War for the Planet of the Apes                              | マット・リーヴス                                       | アンディ・サーキス スティーヴ・ザーン                                                            | アメリカ合衆国の旗                                              |                                                                                                 |
| en:Werewolves of the Third Reich                                             | アンドリュー・ジョーンズ                               | アナベル・ラニオン（Annabelle Lanyon） リー・ベイン（Lee Bane） デレク・ネルソン（Derek Nelson） | イギリスの旗                                                    | ホラー                                                                                          |
| セブン・シスターズ What Happened to Monday                                   | トミー・ウィルコラ                                     | ノオミ・ラパス グレン・クローズ                                                                  | イギリスの旗 · アメリカ合衆国の旗 · フランスの旗 · ベルギーの旗 |                                                                                                 |

### 2018年
| 邦題 原題 英題                                                  | 監督                                                                      | キャスト                                                                         | 製作国                                           | 備考                                                                |
| --------------------------------------------------------------- | ------------------------------------------------------------------------- | -------------------------------------------------------------------------------- | ------------------------------------------------ | ------------------------------------------------------------------- |
| ロボット2.0 2.0                                                 | シャンカル                                                                | ラジニカーント アクシャイ・クマール                                              | インドの旗                                       | 『ロボット』の続編                                                  |
| アナイアレイション -全滅領域- Annihilation                      | アレックス・ガーランド                                                    | ナタリー・ポートマン テッサ・トンプソン                                          | アメリカ合衆国の旗                               | 原作はジェフ・ヴァンダミアの小説『全滅領域』                        |
| ANON アノン Anon                                                | アンドリュー・ニコル                                                      | クライヴ・オーウェン, アマンダ・サイフリッド                                     | アメリカ合衆国の旗                               |                                                                     |
| アントマン&ワスプ Ant-Man and the Wasp                          | ペイトン・リード                                                          | ポール・ラッド, エヴァンジェリン・リリー                                         | アメリカ合衆国の旗                               | スーパーヒーロー映画                                                |
| アベンジャーズ/インフィニティ・ウォー Avengers: Infinity War    | ルッソ兄弟                                                                | ロバート・ダウニー・Jr, スカーレット・ヨハンソン                                 | アメリカ合衆国の旗                               | スーパーヒーロー映画                                                |
| ブラックパンサー Black Panther                                  | ライアン・クーグラー                                                      | チャドウィック・ボースマン, ルピタ・ニョンゴ                                     | アメリカ合衆国の旗                               | スーパーヒーロー映画                                                |
| バンブルビー Bumblebee                                          | トラヴィス・ナイト                                                        | ヘイリー・スタインフェルド, ジョン・シナ                                         | アメリカ合衆国の旗                               | 2007年の映画『トランスフォーマー』の前日談                          |
| クローバーフィールド・パラドックス The Cloverfield Paradox      | ジュリアス・オナー                                                        | デヴィッド・オイェロウォ                                                         | アメリカ合衆国の旗                               | ホラー                                                              |
| デッドプール2 Deadpool 2                                        | デヴィッド・リーチ                                                        | ライアン・レイノルズ                                                             | アメリカ合衆国の旗                               | スーパーヒーロー                                                    |
| エクスティンクション 地球奪還 Extinction                        | ベン・ヤング（Ben Young）                                                 | リジー・キャプラン                                                               | アメリカ合衆国の旗                               | アクション                                                          |
| パージ:エクスペリメント The First Purge                         | ジェラルド・マクムーリー                                                  |                                                                                  | アメリカ合衆国の旗                               | ディストピア/アクションスリラー                                     |
| マーズ・コンタクト Forsaken                                     | アレクサンデル・クリコフ（Alexander Kulikov）                             | アレクサンデル・クリコフ                                                         | ロシアの旗                                       |                                                                     |
| FREAKS フリークス 能力者たち Freaks                             | Adam Stein,ザック・リポフスキー                                           | エミール・ハーシュ,グレース・パク                                                | アメリカ合衆国の旗 · カナダの旗                  |                                                                     |
| GODZILLA 決戦機動増殖都市                                       | 静野孔文 瀬下寛之                                                         |                                                                                  | 日本の旗                                         | ゴジラのアニメ映画三部作の第二部。                                  |
| GODZILLA 星を喰う者                                             | 静野孔文 瀬下寛之                                                         |                                                                                  | 日本の旗                                         | ゴジラのアニメ映画三部作の第三部。                                  |
| ハイ・ライフ High Life                                          | クレール・ドニ                                                            | ロバート・パティンソン                                                           | イギリスの旗 · フランスの旗 · ドイツの旗         |                                                                     |
| ヒズ・マスターズ・ヴォイス His Master's Voice                   | パールフィ・ジョルジ                                                      | ケイト・バーノン                                                                 | ハンガリーの旗 · カナダの旗                      | スタニスワフ・レムの小説『天の声』の映画化。                        |
| ホテル・アルテミス -犯罪者専門闇病院- Hotel Artemis             | ドリュー・ピアース                                                        | ジョディ・フォスター                                                             | アメリカ合衆国の旗                               |                                                                     |
| ヒューマン・ハンター The Humanity Bureau                        | ロブ・キング                                                              | ニコラス・ケイジ                                                                 | カナダの旗                                       | スリラー                                                            |
| 人狼 Illang: The Wolf Brigade                                   | キム・ジウン                                                              | カン・ドンウォン, ハン・ヒョジュ                                                 | 大韓民国の旗                                     | 原作は押井守のアニメ映画『人狼 JIN-ROH』。                          |
| ジュラシック・ワールド/炎の王国 Jurassic World: Fallen Kingdom  | フアン・アントニオ・バヨナ                                                | クリス・プラット                                                                 | アメリカ合衆国の旗                               |                                                                     |
| KIN/キン Kin                                                    | ジョナサン・ベイカー ジョシュ・ベイカー                                   | ジャック・レイナー                                                               | アメリカ合衆国の旗                               | 原作はジョナサン・ベイカーとジョシュ・ベイカーの短編映画『Bag Man』 |
| メイズ・ランナー: 最期の迷宮 Maze Runner: The Death Cure        | ウェス・ボール                                                            | ディラン・オブライエン                                                           | アメリカ合衆国の旗                               | 『メイズ・ランナー』三部作の最終作                                  |
| 移動都市/モータル・エンジン Mortal Engines                      | クリスチャン・リヴァース                                                  | ヒューゴ・ウィーヴィング, ヘラ・ヒルマー                                         | アメリカ合衆国の旗                               | 原作はフィリップ・リーヴの小説『移動都市』。                        |
| Mute/ミュート Mute                                              | ダンカン・ジョーンズ                                                      | アレクサンダー・スカルスガルド, ポール・ラッド                                   | イギリスの旗 · ドイツの旗                        | ネオ・ノワール                                                      |
| サイバー・ゴースト・セキュリティ en:Nekrotronic                 | キア・ローチ・ターナー（Kiah Roache-Turner）                              | ベン・オトゥール（Ben O'Toole）, モニカ・ベルッチ, キャロライン・フォード (俳優) | オーストラリアの旗                               |                                                                     |
| オキュペーション -侵略- Occupation                              | Luke Sparke                                                               | Dan Ewing, テムエラ・モリソン, Stephany Jacobsen                                 | オーストラリアの旗                               |                                                                     |
| オーヴァーロード Overlord                                       | ジュリアス・エイヴァリー                                                  | ジョヴァン・アデポ                                                               | アメリカ合衆国の旗                               | 戦争ホラー                                                          |
| パシフィック・リム: アップライジング Pacific Rim: Uprising      | スティーヴン・S・デナイト                                                 | ジョン・ボイエガ, ケイリー・スピーニー                                           | アメリカ合衆国の旗                               |                                                                     |
| ザ・プレデター The Predator                                     | シェーン・ブラック                                                        | ボイド・ホルブルック                                                             | アメリカ合衆国の旗                               | 『プレデター』シリーズ第4作                                         |
| PROSPECT プロスペクト Prospect                                  | ジーク・アール（Zeek Earl） クリス・コードウェル（ Christopher Caldwell） | ソフィ・タッチャー（Sophie Thatcher）, ペドロ・パスカル                          | アメリカ合衆国の旗                               |                                                                     |
| レディ・プレイヤー1 Ready Player One                            | スティーブン・スピルバーグ                                                | タイ・シェリダン                                                                 | アメリカ合衆国の旗                               |                                                                     |
| ハン・ソロ/スター・ウォーズ・ストーリー Solo: A Star Wars Story | ロン・ハワード                                                            | オールデン・エアエンライク, ヨーナス・スオタモ,ウディ・ハレルソン                | アメリカ合衆国の旗                               | スター・ウォーズシリーズのスピンオフ                                |
| TAU/タウ Tau                                                    | フェデリコ・ダレッサンドロ(Frederico D'Alessendro)                        | マイカ・モンロー, エド・スクライン                                               | アメリカ合衆国の旗                               | スリラー                                                            |
| タイタン The Titan                                              | レナート・ルフ(Lennart Ruff)                                              | サム・ワーシントン                                                               | イギリスの旗 · スペインの旗 · アメリカ合衆国の旗 |                                                                     |
| アップグレード Upgrade                                          | リー・ワネル                                                              | ローガン・マーシャル＝グリーン                                                   | オーストラリアの旗                               |                                                                     |
| ヴェノム Venom                                                  | ルーベン・フライシャー                                                    | トム・ハーディー                                                                 | アメリカ合衆国の旗                               |                                                                     |

### 2019年
| 邦題 原題 英題                                                             | 監督                                 | キャスト | 製作国             | 備考                                             |
| -------------------------------------------------------------------------- | ------------------------------------ | --- | ------------------ | ------------------------------------------------ |
| 3022                                                                       | ジョン・スーツ                       | オマー・エップス | アメリカ合衆国の旗 |                                                  |
| アド・アストラ Ad Astra                                                    | ジェームズ・グレイ                   | ブラッド・ピット | アメリカ合衆国の旗 |                                                  |
| アリータ バトルエンジェル Alita: Battle Angel                              | ロバート・ロドリゲス                 | ローサ・サラザール, クリストフ・ヴァルツ                                                                                               | アメリカ合衆国の旗 | 原作は木城ゆきとの漫画『銃夢』                   |
| ANIARA アニアーラ Aniara                                                   | ペッラ・カーゲルマン, フーゴ・リリヤ | エメリー・ヨンソン,ビアンカ・クルゼイロ,アルヴィン・カナニアン                                                                         | スウェーデンの旗   |                                                  |
| レプリケイト 襲撃 en:Assimilate                                            | ジョン・マーロウスキー               | ジョエル・コートニー アンディ・マティチャック,ケイラム・ワーシー                                                                       | アメリカ合衆国の旗 | ホラー映画                                       |
| アベンジャーズ/エンドゲーム Avengers: Endgame                              | ルッソ兄弟                           | ロバート・ダウニー・Jr, スカーレット・ヨハンソン                                                                                       | アメリカ合衆国の旗 | スーパーヒーロー                                 |
| ブライトバーン/恐怖の拡散者 Brightburn                                     | デヴィッド・ヤロヴェスキー           | エリザベス・バンクス, デヴィッド・デンマン                                                                                             | アメリカ合衆国の旗 | スーパーヒーロー/ホラー映画                      |
| キャプテン・マーベル Captain Marvel                                        | アンナ・ボーデンとライアン・フレック | ブリー・ラーソン | アメリカ合衆国の旗 | スーパーヒーロー                                 |
| 囚われた国家 Captive State                                                 | ルパート・ワイアット                 | ジョン・グッドマン | アメリカ合衆国の旗 | 犯罪スリラー                                     |
| Cargo                                                                      | アラティ・カダフ                     | ヴィクラント・マシー,シュウェタ・トリパティ                                                                                            | インドの旗         |                                                  |
| CODE 8/コード・エイト Code 8                                               | ジェフ・チャン                       | ロビー・アメル スティーヴン・アメル | カナダの旗         | アクション                                       |
| 疯狂的外星人                                                               | 寧浩                                 | 黄渤, 沈腾, マシュー・モリソン | 中華人民共和国の旗 | コメディ                                         |
| X-MEN: ダーク・フェニックス Dark Phoenix                                   | サイモン・キンバーグ                 | ジェームズ・マカヴォイ, ジェニファー・ローレンス                                                                                       | アメリカ合衆国の旗 | スーパーヒーロー映画                             |
| DOOM/ドゥーム:アナイアレーション Doom: Annihilation                        | トニー・ジグリオ                     | エイミー・マンソン | アメリカ合衆国の旗 | コンピュータゲーム『Doom』シリーズの実写化作品。 |
| ジェミニマン Gemini Man                                                    | アン・リー                           | ウィル・スミス | アメリカ合衆国の旗 |                                                  |
| ゴジラ キング・オブ・モンスターズ Godzilla: King of the Monsters           | マイケル・ドハティ                   | ミリー・ボビー・ブラウン | アメリカ合衆国の旗 | 怪獣映画                                         |
| アイ・アム・マザー I Am Mother                                             | グラント・スピュートリ               | クララ・ルガアード, ヒラリー・スワンク                                                                                                 | オーストラリアの旗 | スリラー                                         |
| 月影の下で In the Shadow of the Moon                                       | ジム・ミックル                       | ボイド・ホルブルック, クレオパトラ・コールマン                                                                                         | アメリカ合衆国の旗 | スリラー                                         |
| ユピテルとイオ Io                                                          | ジョナサン・ヘルパート               | マーガレット・クアリー, アンソニー・マッキー                                                                                           | アメリカ合衆国の旗 |                                                  |
| アイアン・スカイ 第三帝国の逆襲 Iron Sky: The Coming Race                  | ティモ・ヴオレンソラ                 | ララ・ロッシ | フィンランドの旗   | 2012年の映画『アイアン・スカイ』の続編           |
| メン・イン・ブラック:インターナショナル Men in Black: International        | F・ゲイリー・グレイ                  | クリス・ヘムズワース, テッサ・トンプソン                                                                                               | アメリカ合衆国の旗 | アクションコメディ                               |
| en:Project Ghazi                                                           | Nadir Shah                           | フマーユーン・サイード シェーリヤール・ムナワル サイラ・シェローズ アドナン・ジャファル                                                | パキスタンの旗     | アクション映画                                   |
| レプリカズ Replicas                                                        | ジェフリー・ナックマノフ             | キアヌ・リーヴス, アリス・イブ | アメリカ合衆国の旗 | スリラー                                         |
| リム・オブ・ザ・ワールド Rim of the World                                  | マックG                              | ジャック・ゴア | アメリカ合衆国の旗 |                                                  |
| シー・ユー・イエスタデイ See You Yesterday                                 | ステフォン・ブリストル               | - エデン・ダンカン＝スミス（Eden Duncan-Smith） - ダンテ・クリッチロウ（Danté Crichlow） - マーシャ・ステファニー・ブレイク - アストロ | アメリカ合衆国の旗 |                                                  |
| 上海要塞 上海堡垒                                                          | タン・ファータウ（Teng Huatao）      | 鹿晗 スー・チー | 中華人民共和国の旗 |                                                  |
| Short Circuit                                                              | Faisal Hashmi                        | ドバニット・ターカー, Kinjal Rajpriya                                                                                                  | インドの旗         | コメディドラマ                                   |
| スター・ウォーズ/スカイウォーカーの夜明け Star Wars: The Rise of Skywalker | J・J・エイブラムス                   | アダム・ドライバー, デイジー・リドリー, ジョン・ボイエガ                                                                               | アメリカ合衆国の旗 |                                                  |
| ターミネーター:ニュー・フェイト Terminator: Dark Fate                      | ティム・ミラー                       | アーノルド・シュワルツェネッガー リンダ・ハミルトン                                                                                    | アメリカ合衆国の旗 | アクション                                       |
| 流転の地球 流浪地球                                                        | 郭帆                                 | 屈楚蕭, 趙今麦, 呉京 | 中華人民共和国の旗 | アクション映画                                   |